# Joe Satriani

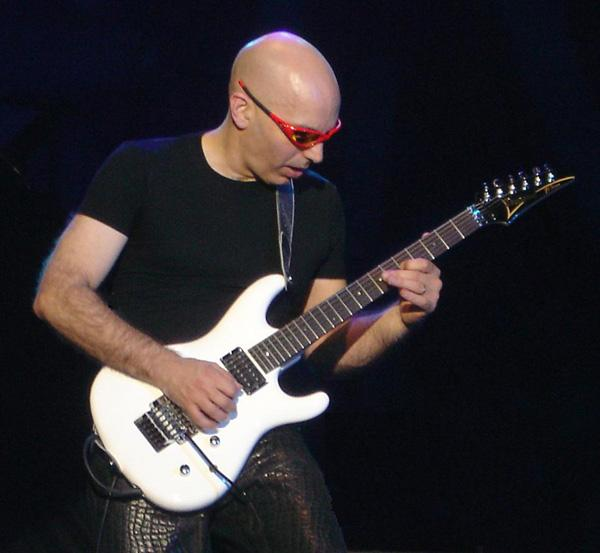
Joe Satriani pe 4 februarie 2005

Joseph „Satch” Satriani (n. 15 iulie 1956, Westbury⁠(d), Hempstead⁠(d), New York, SUA) este un chitarist american, cel mai bine cunoscut specialist în rock-ul instrumental, nominalizat la Premiile Grammy de mai multe ori. La începutul carierei, Satriani a lucrat ca instructor/profesor de chitară, iar unii elevi de-ai săi au ajuns nume importante ale muzicii rock, cum ar fi Steve Vai sau Kirk Hammett. Satriani a fondat turneul G3, cântând și cu mulți alți muzicieni (e.g. chitariștii Eric Johnson sau John Petrucci de la Dream Theater).
În 1988, Satriani a fost ales de către Mick Jagger de la The Rolling Stones să fie chitaristul celui de-al doilea turneu solo al său. Mai târziu, în 1994, Satriani a devenit chitaristul trupei Deep Purple. Satriani a colaborat de asemenea cu o gamă largă de chitariști aparținând mai multor genuri muzicale cum ar fi Steve Vai, John Petrucci⁠(d), Eric Johnson⁠(d), Larry LaLonde⁠(d), Yngwie Malmsteen, Brian May (Queen), Patrick Rondat⁠(d), Andy Timmons⁠(d), Paul Gilbert⁠(d), Adrian Legg⁠(d) și Robert Fripp în cadrul turneelor anuale G3.
Satriani este puternic influențat de simboluri ale muzicii ca Jimi Hendrix, Eric Clapton, Jimmy Page și Jeff Beck. Din 1988 Satriani folosește chitara Ibanez JS Series, vândută în număr mare în magazine. În anul 2008, pe când Joe Satriani se afla în plin turneu, este invitat de către Sammy Hagar să se alăture supergrupului Chickenfoot, format din fostul vocalist al grupului Montrose și Van Halen, basistul Michael Anthony (fost component al grupului Van Halen) și toboșarul Chad Smith (Red Hot Chili Peppers).

## Biografie
Născut în Westbury⁠(d), New York, Satriani începe să cânte la chitară încă de la vârsta de 14 ani, fiind puternic influențat de moartea lui Jimi Hendrix. Conform declarațiilor sale, Satriani a auzit oribila veste în timpul unui antrenament de fotbal, fapt care l-a făcut să renunțe la acest sport pentru a deveni chitarist. In 1974, Satriani incepe să studieze stilul de muzică jazz impreună cu Billy Bauer⁠(d) și Lenny Tristano. După o scurtă perioadă acesta începe să predea lecții de chitară unuia dintre cei mai buni studenți ai săi Steve Vai (atunci ambii adolescenți respectiv elevi de liceu). În același timp studiază muzica la Five Towns College⁠(d).
În 1978, Satriani se mută în Berkeley California pentru a urma o carieră în muzică. În tot acest timp el continuă să predea lecții de chitară unor nume precum Kirk Hammet de la Metallica, David Bryson⁠(d) de la Counting Crows, Kevin Cadogan⁠(d) de la Third Eye Blind, Larry LaLonde⁠(d) de la Primus⁠(d) și Possessed, Alex Skolnick⁠(d) din trupa Testament, Rick Hunolt⁠(d) (ex-Exodus), Phil Kettner de la Lääz Rockit⁠(d), Geoff Tyson⁠(d) de la T-Ride⁠(d), Charlie Hunter⁠(d) și David Turin⁠(d).

## Cariera muzicală
Satriani își începe cariera muzicală în San Francisco într-o trupă numită The Squares. Mai apoi este invitat să cânte în trupă Greg Kihn Band⁠(d) care se afla într-un moment critic al carierei, însă a cărei generozitate l-a ajutat pe Satriani să își plătească imensa datorie de la realizarea primului album.
În 1987 cel de-al doilea album intitulat "Surfing With The Alien⁠(d)" aduce noi hituri la radio și este primul album instrumental care ajunge în topuri după mulți ani. În 1989 Satriani lansează albumul intitulat Flying in a blue dream⁠(d), speculându-se că pentru crearea acestui album artistul a fost inspirat de moartea tatălui său din același an. Cântecul "One big rush" a fost folosit ca soundtrack pentru filmul lui Cameron Crowe⁠(d), "Say anything...".
În 1992, Satriani lansează albumul "The Extremist" care este apreciat de critici. Unul dintre cântecele de pe acest album intitulat "Summer Song" a avut mai multă popularitate și datorită firmei Sony, care a folosit cântecul pentru o campanie publicitară. În anul 1993, Satriani s-a alăturat trupei Deep Purple ca înlocuitor temporar al chitaristului Ritchie Blackmore în turneul japonez al trupei. Concertele au fost un succes, iar lui Satriani i s-a oferit invitația de a rămâne permanent în trupa Deep Purple, însă acesta a refuzat oferta în detrimentul unei cariere solo și a unui contract semnat cu Sony⁠(d). În anul 1996 Satriani pune bazele G3⁠(d), un concert care avea la bază trei chitariști. Versiunea originală a acestui concert i-a avut la bază pe Satriani, Vai și Eric Johnson⁠(d). Turneul G3 a continuat în mod periodic, cu Satriani ca singurul membru permanent. Pe lângă Vai și Johnson, alți chitariști de renume internațional au contribuit la acest proiect: Yngwie Malmsteen, John Petrucci⁠(d), Kenny Wayne Shepherd⁠(d), Robert Fripp, Andy Timmons⁠(d), Uli Jon Roth⁠(d), Michael Schenker⁠(d), Adrian Legg⁠(d), Paul Gilbert⁠(d), Steve Morse și Steve Lukather⁠(d). În anul 1998 Satriani lansează albumul "Crystal Planet⁠(d)", urmat de albumul "Engines of creation⁠(d)".

### Anul 2000 până în prezent

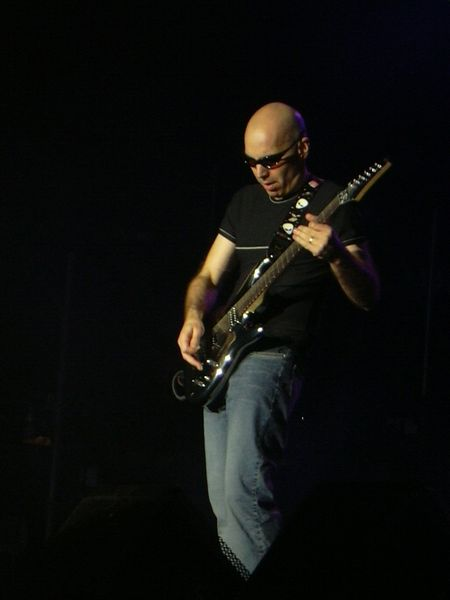
Satriani cântând în Chile, 2003.

În 2002 Satriani lansează albumul "Strange beautiful music" iar in 2004 albumul "Is there love in space?". În Mai 2005, Satriani include in turneu pentru prima oara și India, având concerte în orașe precum Calcutta, Mumbai sau Delhi. În 2006, Satriani lansează albumul "Super Colossal⁠(d)". Tot în acest an el va apărea ca susținător oficial al Little Kids Rock⁠(d), o organizație non-profit care donează instrumente muzicale și oferă lecții gratuite pentru copiii din școlile Statelor Unite.
În data de 7 august 2007, relansarea albumului "Surfing With the Alien" va celebra cei 20 de ani trecuți de la lansarea acestuia din 1987. Următorul album initulat "Professor Satchafunkilus and the Musterion of Rock⁠(d)" va fi lansat în 1 aprilie 2008.
În 29 mai 2008, o nouă trupă numită Chickenfoot a luat naștere, Satriani fiind chitaristul acestei trupe. Împreună cu Sammy Hagar⁠(d), Michael Anthony⁠(d) și toboșarul de la Red Hot Chili Peppers, Chad Smith⁠(d), Satriani a lansat albumul debut album⁠(d) în data de 5 iunie 2009. Cel de-al doilea album al trupei Chickenfoot s-a numit "III".
În 5 octombrie 2010, cel de-al 13-lea album Black Swans and Wormhole Wizards⁠(d) este lansat sub egida Joe Satriani.  Urmează la 7 mai 2013 "Unstoppable Momentum⁠(d)", iar cel mai recent album al său se numește "Shockwave Supernova", lansat la 24 iulie 2015. Pe 16 septembrie 2017, Satriani a anunțat lansarea următorului său album de studio, What Happens Next, prin intermediul rețelelor de socializare. Albumul a fost lansat pe 12 ianuarie 2018 în colaborare cu fostul basist al grupului Deep Purple- Glenn Hughes- și cu bateristul grupului  Red Hot Chili Peppers, Chad Smith.

## Stiluri și influențe
Satriani este considerat un chitarist cu o tehnică aparte. De-a lungul carierei, acesta a abordat mai multe stiluri și tehnici, incluzând legatouri. Încă de la început Satriani a fost influențat de artiști precum Jimi Hendrix, Eric Clapton, Jimmy Page, Ritchie Blackmore sau Jeff Beck.

## Echipament
Sub egida Ibanez⁠(d) Satriani a lansat mai multe chitare și amplificatoare pe care le folosește în fiecare concert. Câteva exemple de chitare Ibanez din seria Joe Satriani sunt: JS1000, JS1200, JS2400, JSBDG, sau JS20th.
Pedalele folosite pentru efecte, includ firma Vox și cunoscuta pedală Wah-wah. Satriani a mai semnat un parteneriat cu Planet Waves pentru a crea o linie de pene și curele pentru chitară, înfățișând desene proprii.